# Margery Wentworthová
Margery Wentworthová, nepřechýleně Margery Wentworth (1478 – 18. října 1550, Wulfhall), byla manželkou Johna Seymoura, matkou anglické královny Jany Seymourové a babičkou krále Eduarda VI.

## Mládí
Margery se narodila asi v roce 1478 jako dcera sira Henryho Wentwortha a Anny Say, dcery sira Johna Saye a Elizabeth Cheney.
V mládí dostala místo v domácnosti své tety, hraběnky ze Surrey. Zde se seznámila s básníkem Johnem Skeltonem, jehož múzou se stala. Skelton i další ji označovali za velmi krásnou. Skeltonova báseň Garland of Laurel, ve které deset žen vedle hraběnky tká korunu z vavřínu, líčí Margery jako nesmělé, laskavé děvče a srovnává ji s petrklíčem a holubicí.

## Rodina
Se svým manželem Johnem Seymourem měla devět dětí, mezi nimi Alžbětu Seymourovou a Janu Seymourovou, anglickou královnu (manželku Jindřicha VIII).